# Ренев (село)
Ренев (укр. Ренів) — село в Залозецкой поселковой общине Тернопольского района Тернопольской области Украины.
Код КОАТУУ — 6122688401. Население по переписи 2001 года составляло 930 человек.
До 2020 года входило в Зборовский район.

## Географическое положение
Село Ренев находится на берегу реки Серет, в месте впадения в неё реки Смолянка,
выше по течению на расстоянии в 1,5 км расположено село Заложцы,
ниже по течению на расстоянии в 3,5 км расположено село Городище.
На реке сделано несколько больших запруд.

## История
- 1452 год — дата основания.

## Объекты социальной сферы
- Школа I—II ст.
- Детский сад.
- Клуб.
- Фельдшерско-акушерский пункт.

## Достопримечательности
- Братская могила советских воинов.
- Старинный польский католический костел